# Explorix
Explorix ist ein Fragebogen, der für die Ausbildungs- und Laufbahnplanung von Lehrlingen, Fachschülern, Gymnasiasten oder Erwachsenen konzipiert ist. Er wird zur Berufsberatung eingesetzt. Der deutschsprachige Explorix basiert auf dem Instrument „SDS Self-Directed Search“ von John L. Holland, das bereits im Jahre 1978 in den USA veröffentlicht wurde. Zweck des Verfahrens ist, den Teilnehmern ein erweitertes berufliches Wahlspektrum aufzuzeigen. Gleichzeitig hilft das Verfahren dabei, sich auf einen individuell angepassten Ausschnitt aus der Berufswelt zu fokussieren. Der Explorix kann sowohl online als auch in Papierform von den Teilnehmern in Eigenarbeit durchgeführt, ausgewertet und interpretiert werden, was ein gewisses Maß an Selbstständigkeit und einen sicheren Umgang mit der deutschen Sprache voraussetzt.

## Theoretischer Hintergrund
John Hollands Berufswahl- und Laufbahntheorie liefert den theoretischen Hintergrund für das Explorix-Verfahren. Demnach sind berufliche Laufbahnentscheidungen kein Zufall, sondern sie hängen stark von der Persönlichkeit eines Individuums ab. Holland fasst Interessen für bestimmte Berufe als Bestandteile der Persönlichkeit auf. Vor diesem Hintergrund werden sechs verschiedene Persönlichkeitstypen postuliert. Analog zu diesen Persönlichkeitstypen lassen sich nach Hollands Theorie berufliche Umwelten auf die gleiche Weise klassifizieren, was darauf beruht, dass in bestimmten Umwelten bestimmte Persönlichkeitstypen und Umweltgegebenheiten dominieren.

## Sechs Dimensionen von John Holland
Die sechs Persönlichkeitstypen beziehungsweise Typen von Arbeitsumgebungen sind entsprechend Hollands RIASEC-Modells folgende:
Der Typ R („realistic“) steht für eine handwerklich-technische Ausrichtung. Personen dieses Typs finden sich bspw. in den Berufsbereichen Handwerk, Technik und Landwirtschaft.
Typ I („investigative“) beschreibt einen Typ mit Vorlieben im untersuchenden bzw. forschenden Bereich. Die Beschäftigung mit geistigen oder naturwissenschaftlichen Fragestellungen reizt Personen dieses Typs, die demnach vorwiegend in den Bereichen Wissenschaft und Forschung anzutreffen sind.
Die Berufsbereiche Kunst, Musik, Theater oder Journalismus sind das Metier des Typs A („artistic“). Typische Eigenschaften dieses Typs sind eine künstlerische Veranlagung, das Bedürfnis nach kreativem Ausdruck und eine Vorliebe für den Umgang mit Sprache.
Personen, die am liebsten sozial, erziehend oder pflegend tätig sein wollen, sind dem Typ S („social“) zuzuordnen. Typische Bereiche, in denen Personen des Typs S arbeiten, sind demnach Bildung/Schule, Beratung oder Gesundheitswesen.
Typ E („enterprising“) wird Personen mit Unternehmergeist gerecht. Personen, die gern organisieren, führen oder verkaufen finden sich vorwiegend in den Bereichen Management oder Verkauf.
Schließlich werden anhand des Typs C („conventional“) solche Personen beschrieben, denen ordnende bzw. verwaltende Aufgaben liegen. Die Vorliebe für ordentliche genaue und gut organisierte Arbeit legt Büro- oder Schalterberufe nahe.

## Bearbeitung des Testhefts
Teilnehmer des Explorix werden anhand von Instruktionen durch den gesamten Ausfüllprozess geleitet. Zu Beginn stehen einige offene Fragen. Dann folgen drei Untertests, in denen jeweils elf bis vierzehn Fragen zu den oben genannten Persönlichkeitstypen gestellt werden. Bei diesen Untertests wird ein sogenanntes dichotomes Antwortformat verwendet, das heißt, es gibt pro Frage immer nur zwei Antwortalternativen (nämlich „ja“ oder „nein“ beziehungsweise „gern“ oder „ungern“). Beim letzten Untertest werden die Teilnehmer dazu aufgefordert, Selbsteinschätzungen auf einer siebenstufigen Fähigkeitsskala abzugeben.

## Feedback der Ergebnisse
Durch einfache Additionen kann ein Teilnehmer selbstständig einen persönlichen Gesamt-Code ermitteln. Dieser Gesamt-Code enthält nach Stärke der Ausprägung sortiert drei Buchstaben, die jeweils für einen der sechs oben beschriebenen Typen stehen. Wurden zum Beispiel in den Untertests für die Typen A, E und C (in dieser Reihenfolge) die meisten Punkte gesammelt, so ergibt sich in diesem Fall der persönliche Code „A, E, C“. In einem beiliegenden Berufsregister kann man nun nachschlagen, welche Berufe diesem Code zugeordnet sind. Für den Code „A, E, C“ werden bspw. die Berufe Werbetexter, Fotoreporter oder Bühnenmaler genannt. Das Berufsregister informiert zu jeder Berufsbezeichnung auch zum Bildungsweg (z. B. für den Beruf Bühnenmaler wird der Bildungsweg „betriebliche Lehrausbildung“ angegeben).
Die Bearbeitung des Explorix ist nicht mit der Ergebnisrückmeldung abgeschlossen. Es folgen im Anschluss noch einige wichtige Hinweise zur Planung und Durchführung von „nächsten Schritten“ zur Absicherung des beruflichen Entscheids.